# Les Illusions fantaisistes
Pour plus de détails, voir Fiche technique et Distribution.
Les Illusions fantaisistes est un film muet de Georges Méliès sorti en 1910. Ce court métrage fut le premier film projeté lors du gala Méliès organisé en 1929. Lorsque Méliès apparut sur l'écran, il fut accueilli par des rires et des bravos. Méliès « fut dès lors rassuré, car il avait redouté l'insuffisance photographique de ses vues anciennes, prises avec des appareils très inférieurs à ceux d'aujourd'hui ».

## Fiche technique
- Réalisation, scénario et producteur : Georges Méliès
- Société de production : Star Film
- Sociétés de distribution : Star Film
- Pays d'origine : France
- Format : Muet - Noir et blanc
- Durée : 5 minutes
- Année de sortie : 1910

## Annexe